# Santi Bartolomeo, Girolamo e Chiara
Santi Bartolomeo, Girolamo e Chiara è un dipinto del pittore veronese Paolo Farinati conservato presso il museo di Castelvecchio a Verona.
Secondo lo storico sei-settecentesco Bartolomeo Dal Pozzo, originariamente il dipinto fungeva da pala per l'altare sinistro della chiesa di Santa Chiara di Verona dove si trovava anche una Adorazione del bambino di Giovan Francesco Caroto e due tele di Felice e Domenico Brusasorzi.
A seguito delle demaniazioni napoleoniche, l'opera entrò a far parte delle collezioni civiche veronesi nel 1812. Nel 1857 il pittore Lorenzo Muttoni la restaurò per ovviare ai numerosi danni del tempo che presentava. Un ulteriore intervento venne effettuato nel 1980.

## Descrizione
La scena è monopolizzata dalle figure dei tre santi ripresi da un punto di vista ripassato. A sinistra dell'osservatore vi è san Girolamo in procinto di inginocchiarsi davanti ad un crocifisso posto a terra. Al centro san Bartolomeo regge il libro e il coltello del suo martirio mentre volge lo sguardo a santa Chiara, alla destra dell'osservatore, assorta nella lettura. Nelle descrizioni ottocentesche la santa è stata spesso confusa con sant'Anna.
La realizzazione della tela è da collocarsi, viste le similitudini con opere dello stesso autore di quel tempo, negli anni tra il 1565 e il 1570; lo stile risponde «alle esigenze controriformistiche dell'epoca: figure icastiche immerse in un paesaggio naturalistico appena accennato, prive di velleità ornamentali e cariche di spoglia gravità».